# Ostrów Lubelski

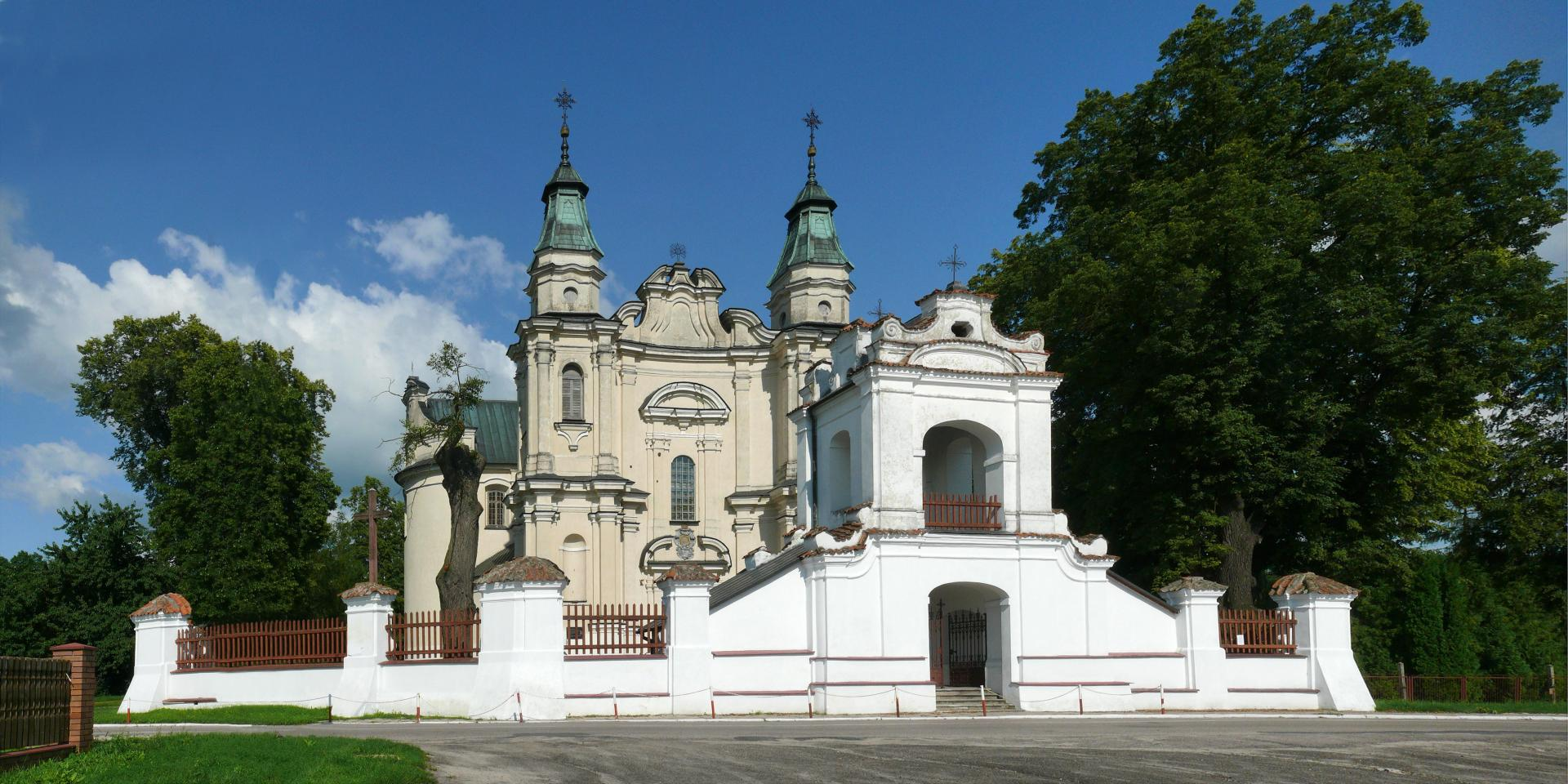
Kościół parafialny pw. NPNMP z roku 1755

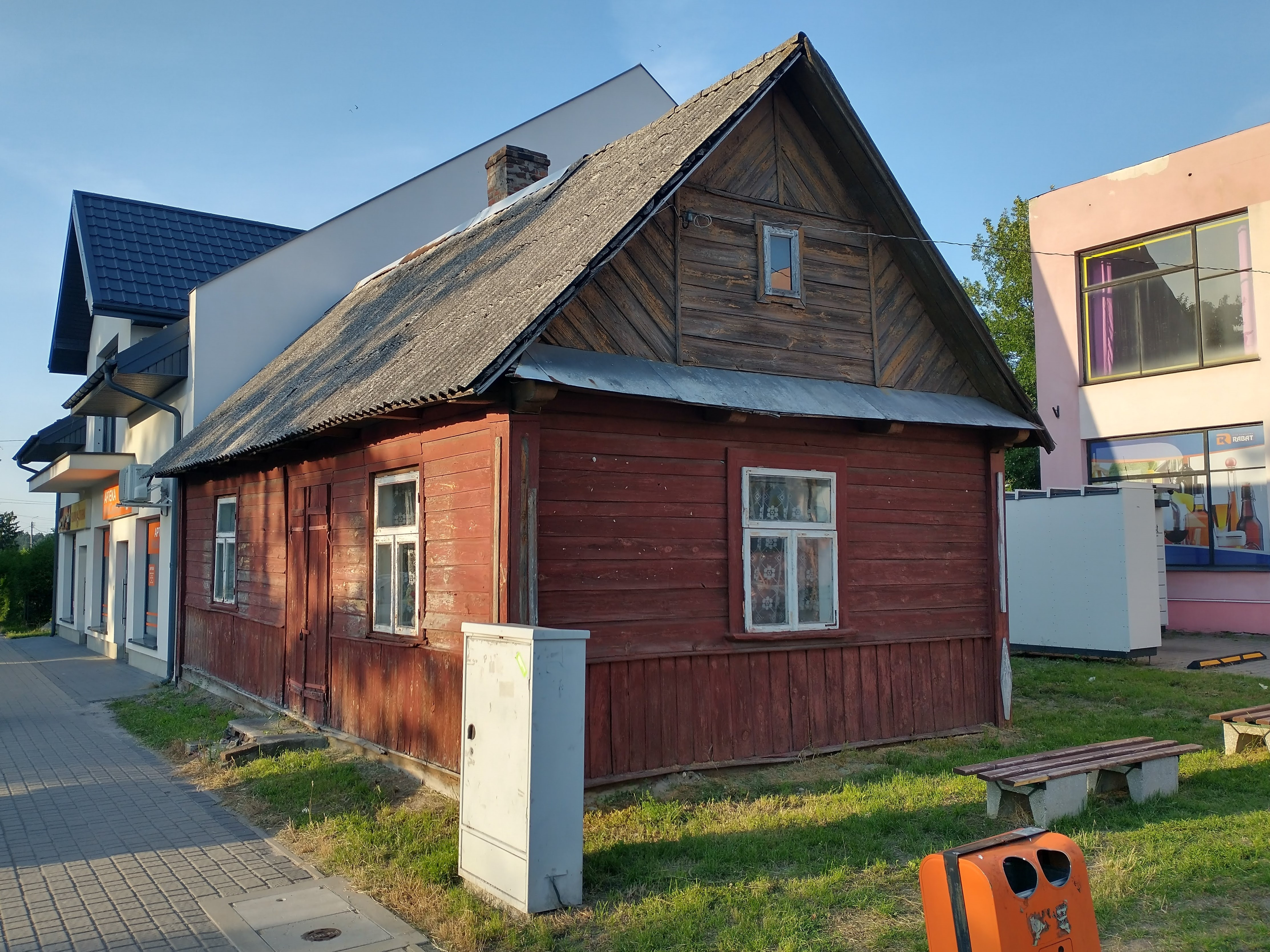
Drewniana architektura w centrum

Ostrów Lubelski – miasto w północnej części województwa lubelskiego, w powiecie lubartowskim, siedziba gminy miejsko-wiejskiej Ostrów Lubelski. Leży 25 km na wschód od Lubartowa, 21 km na południe od Parczewa, 25 km na północ od Łęcznej oraz 41 km na północny wschód od Lublina. Położone jest nad Tyśmienicą, na terenie Pojezierza Łęczyńsko-Włodawskiego. W granicach miasta w odległości 1 km od centrum znajduje się Jezioro Miejskie o powierzchni 49,5 ha i głębokości 2,2 m.
Swoją nazwę zawdzięcza położeniu geograficznemu, gdyż „ostrów” w języku starosłowiańskim oznaczało wyspa.
Historycznie położony jest w Małopolsce (początkowo w ziemi sandomierskiej, a następnie w ziemi lubelskiej). Miasto królewskie Ostrów, położone było w drugiej połowie XVI wieku w powiecie lubelskim województwa lubelskiego.
W średniowieczu w latach 1386–1611 przez miasto przebiegał Szlak Jagielloński.
W latach 1975–1998 miasto należało administracyjnie do województwa lubelskiego.

## Historia

### XV–XX wiek
Pierwsze wzmianki o wsi Ostrów pochodzą z 1441 roku. Według relacji biskupa Zbigniewa Oleśnickiego, przed 1423 rokiem strony te, przez które jeździł z Władysławem Jagiełłą na Litwę, były wówczas bagniste, lesiste i niezaludnione. W 1442 roku powstała parafia.
Do 1531 roku należał do Zaklików, później własność Jana Gabriela Tęczyńskiego, który w 1547 roku zamienił m.in. Ostrów za wsie królewskie. 25 stycznia 1548 Zygmunt Stary nadał wsi Ostrów Lubelski prawa miejskie. Lokacja miasta miała być przeprowadzona na prawie magdeburskim. Od tej pory Ostrów – jako miasto królewskie podlegał władzy króla, którą w jego imieniu sprawował starosta parczewski. W 1657 r. Ostrów został niemal całkowicie spalony. Na przełomie lat 80. i 90. XVII w. Ostrów liczył ponad 2100 mieszkańców. Rozwijało się rzemiosło (wśród rzemieślników przeważali browarnicy, kramarze, kuśnierze, krawcy, szewcy i piekarze). Ostrów jako miasto królewskie dotrwał do 1864 r., kiedy to rząd rosyjski przemianował je na gminę osadzką.
W trakcie I wojny światowej, w 1915 r. podczas odwrotu armii rosyjskiej, miasto o zabudowie drewnianej zostało spalone: 512 budynków mieszkalnych, z 822 zaewidencjonowanych (wg stanu na 1914 r.) zostało zniszczonych. W wyniku wywołanego przez Rosjan pożaru uszkodzone zostały także kościół i cerkiew.
W 1918 r., już po odzyskaniu niepodległości, mieszkańcy wystąpili do władz polskich o przywrócenie praw miejskich. Ostrów odzyskał je 4 lutego 1919.

### II wojna światowa
Przed wojną duży procent ludności Ostrowa stanowili Żydzi, którzy wszyscy zginęli w trakcie niemieckiej okupacji w Zagładzie.
W okresie II wojny światowej Ostrów znany był jako ośrodek działalności partyzanckiej oddziałów Gwardii Ludowej (następnie Armii Ludowej) i Batalionów Chłopskich. 17 grudnia 1942 roku oddział GL im. gen. Józefa Bema (od wiosny 1943 im.Adama Mickiewicza) pod dowództwem byłego radzieckiego jeńca st. lejt. Fiodora Kowalewa ps. „Teodor Albrecht” zajął miasto rozbijając posterunek granatowej policji. W związku z zagrożeniem partyzanckim Niemcy przenieśli wszystkie swoje urzędy w mieście oraz posterunki żandarmerii i granatowej policji do jednego budynku – miejskiej szkoły. W październiku 1943 roku oddział GL pod dowództwem por. Jana Daduna ps. „Janusz” przeprowadził akcję uwolnienia z miejscowego więzienia grupy aresztowanych (w tym bojowników GL i działaczy Polskiej Partii Robotniczej). Niemcy pod groźbą wysadzenia siedziby aresztu wypuścili osadzonych. W odwecie hitlerowcy dokonali przed ratuszem miejskim publicznej egzekucji 9 mieszkańców miasta. 6 stycznia 1944 w mieście Niemcy urządzili zasadzkę na dowództwo IV Okręgu AL. W zaciętej walce zginęli komendant Okręgu Józef Szymanek ps. „Pochroń”, dowódca 1 Batalionu AL kpt. Jan Hołod ps. „Kirpiczny” i sekretarz okręgowy PPR Kazimierz Tkaczyk. 23 stycznia 1944 roku miasto zostało ponownie zajęte przez oddział AL, którym dowodził por. Franciszek Woliński ps. „Franek” (mianowany w lutym nowym komendantem Okręgu). Partyzanci w sile 30 ludzi zniszczyli pocztę, urząd gminy i ostrzelali posterunek żandarmerii. W marcu 1944 roku miasto stało się siedzibą podziemnej PPR-owskiej powiatowej i miejskiej Rady Narodowej. Na konspiracyjnego burmistrza miasta wybrany został Stanisław Pluch ps. „Lemiesz”. Jednym z pierwszych działań miejskiej Rady było rozwieszenie na mieście plakatów grożących śmiercią tym urzędnikom okupacyjnym, którzy biorą udział w akcji wyburzania domów pożydowskich w mieście. 6 maja 1944 roku doszło na przedpolach miasta do bitwy między oddziałami niemieckimi a kilkoma plutonami z Brygady AL Północnej Lubelszczyzny im. Jana Hołoda, które przybyły do miasta aby przerwać akcję podpalania przez Niemców zabudowań miejskich. W walkach Niemcy użyli artylerii i moździerzy, ale w końcu wycofali się do Lubartowa. Tego samego dnia przez miasto przeszła udająca się na południe Lubelszczyzny Brygada im. Hołoda kpt. Aleksandra Skotnickiego ps. „Zemsta”, w której skład weszły na stałe pluton BCh Zygmunta Goławskiego „Niwy” i pluton AK „Zbyszka”. Komendę nad zgrupowaniem objął osobiście dowódca Obwodu II AL ppłk Mieczysław Moczar ps. „Mietek”. Okupacjia niemiecka zakończyła się 21 lipca 1944 roku.
Uchwałą Prezydium Krajowej Rady Narodowej z dnia 19 sierpnia 1946 roku Ostrów Lubelski „za wybitne zasługi w walce z wrogiem” został odznaczony Orderem Krzyża Grunwaldu III klasy.

## Demografia
Według danych GUS z 31 grudnia 2019 r. Ostrów Lubelski liczył 2110 mieszkańców. Jest jednym z najmniej gęsto zaludnionych miast w Polsce (70,9 osób/km²).

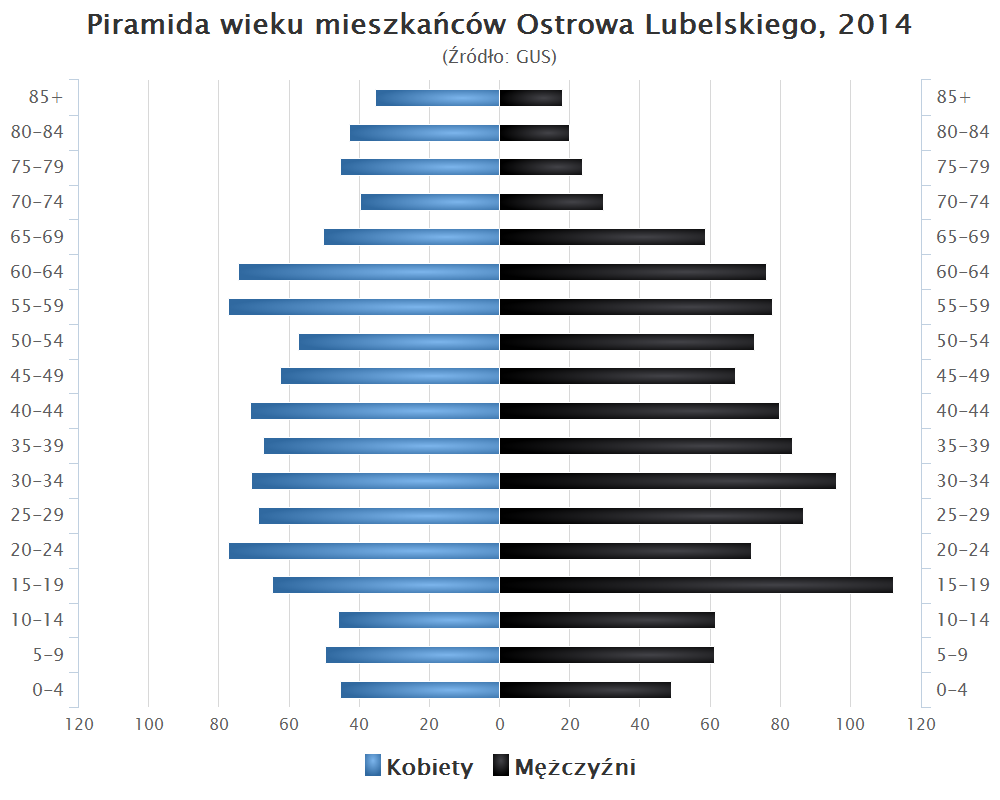
Piramida wieku mieszkańców Ostrowa Lubelskiego w 2014 roku

## Gospodarka
Obecnie miasto i gmina posiadają korzystne warunki do rozwoju przetwórstwa rolno-spożywczego w oparciu o własną bazę surowcową. Duże znaczenie dla miasta ma turystyka.

## Transport
Ostrów Lubelski ma bezpośrednie połączenia autobusowe z Lublinem i Lubartowem. Obsługiwane są przez przewoźników prywatnych.
Drogi wojewódzkie wiodące przez miasto:
813
821
Najbliższe stacje kolejowe:
- Tarło – 13 km przy linii nr 30
- Lubartów – 22 km przy linii nr 30
- Lublin – 43 km przy linii nr 7.

Najbliższe lotniska:
- Port Lotniczy Lublin – 45 km
- Lądowisko Parczew-Szpital – 21 km
- prywatne lądowisko Dębowa Kłoda – 17 km

## Zabytki
- Kościół Niepokalanego Poczęcia Najświętszej Maryi Panny[20]
- Kapliczki (m.in. Kapliczka Matki Boskiej Leżajskiej)[20]
  - Późnobarokowa kapliczka słupowa Najświętszej Maryi Panny Niepokalanie Poczętej z końca XVIII w.[21]
- Drewniane domy z początku XX wieku[20]

## Szkolnictwo
- Przedszkole Samorządowe[22]
- Szkoła Podstawowa im. Jana Pawła II[23]
- Zespół Szkół w Ostrowie Lubelskim[24]

## Religia
Ostrów Lubelski jest siedzibą rzymskokatolickiej parafii Niepokalanego Poczęcia NMP.